# 栗山町営バス
栗山町営バス（くりやまちょうえいバス）は、北海道夕張郡栗山町が運行する町営バスである。1953年（昭和28年）から運行を続けていた北海道中央バスの撤退に伴い、農村地域路線のバス運行を引き継ぎ、1990年（平成2年）4月に運行を開始した。

## 沿革

### 導入の背景
1953年（昭和28年）、北海道中央バスは「栗山～滝下線」をはじめとした農村地域路線を中心に、地域住民の足として運行してきたが、過疎化に伴う地域の人口減少や、自家用車の普及による利用者の減少などが影響し、毎年赤字経営を余儀なくされる状況となり、1990年（平成2年）3月、同社は38年間続けていた農村地域路線のバス運行を撤退することになった。
撤退による滝下地区、雨煙別、鳩山、北学田地区の交通手段を確保するため、1990年（平成2年）4月から、栗山駅～滝下間を往復する「滝下線」と、栗山駅～雨煙別～鳩山第一～鳩山第三～緑丘～北学田～雨煙別～栗山町を一周する「鳩山循環線」の2路線の運行を開始した。

### 導入後の変遷

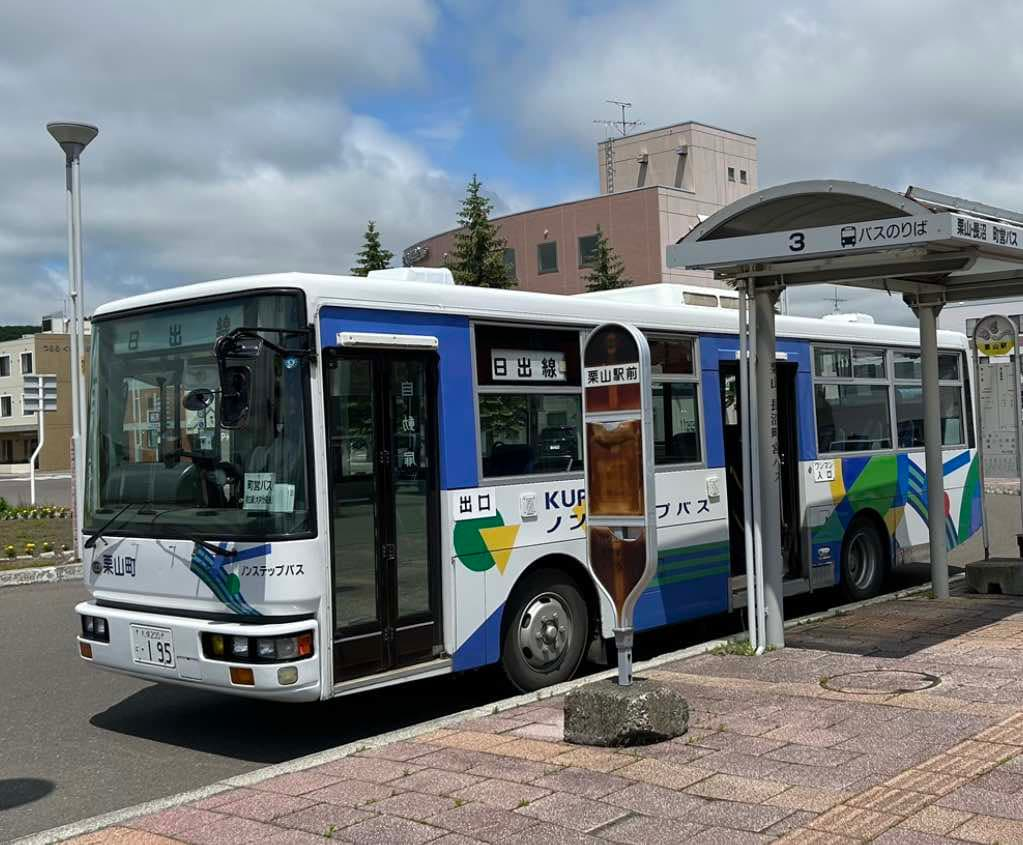
日出線

1998年（平成10年）4月に、「鳩山循環線B」、「栗山角田循環線」、「杵臼角田線」、「南学田栗山線」、「継立円山線」の5路線を追加し、合計7路線の運行を開始。スクールバスに一般乗客も乗せる「混乗方式」を採用して経費を節減し、路線の総延長は従来の41.2㎞から143.8㎞と3倍以上になった。2路線で使用する3台の車両、児童用のスクールバス3台、保育所バス1台を併せた7台で編成。全国に先駆けて高齢者、障がい者を配慮した「ノンステップバス」の試験運行（翌1999年（平成11年）8月正式運行）交通システムを確立した。
2000年（平成12年）に、北海道はバス事業の参入・撤退の自由化に向けて、過疎路線の維持・復活に乗り出す市町村に対して補助制度をスタートさせ、栗山町が夕張鉄道バスから一部路線を引き継ぎ町営バスを適用第一号となった。栗山－継立間の11キロを町が引き継ぎ、六十人未満乗りの中型バスを購入し、地元タクシー会社に運行を委託。補助金予算額は約1,830万円。
2005年（平成17年）1月21日、栗山町議会で町営バス路線の廃止に関する条例改正により「鳩山循環線A」が廃止される。
2006年（平成18年）3月、栗山町は、新しい公共交通サービスをテーマにした「地域の『足』を考えるシンポジウム」を開催し、関係者ら約百人が出席。町長の川口孝太郎が、町営バスの運行経費が年間5,000万円に対し、運賃収入が500万円にとどまっている実情を説明した。
2007年（平成19年）10月、財団法人北海道運輸交通研究センターと連携して、スクールバスを除く一般路線に農家から農協選果場まで野菜を運ぶ、物流機能を持つバスシステムの確立を目指し、10月9日から27日まで実証実験を行った。
2009年（平成21年）11月、町営バスの効率運用を図るため一部路線に「乗り合いタクシー制度」を試験導入した。日出線と滝下線全便を対象に、日出、滝下両地区の始発地点から南部公民館までが対象運行区間とした。

### 市街地を循環するコミュニティバス

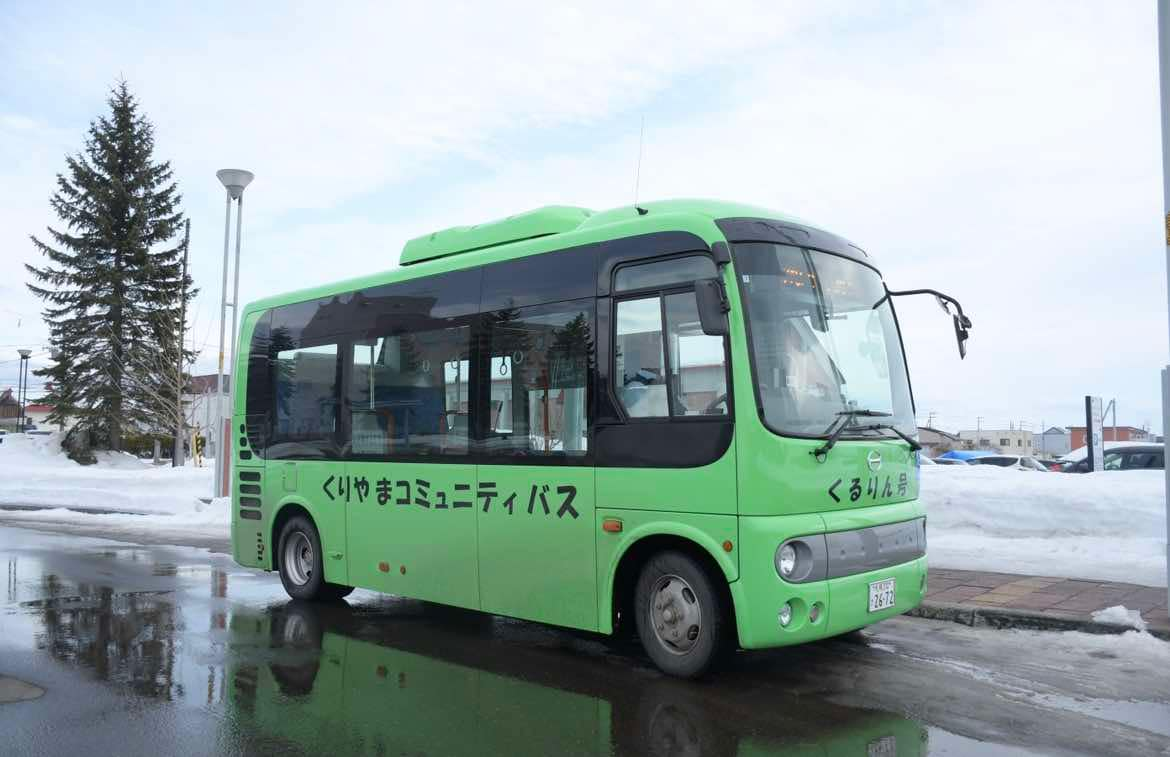
くるりん号・車両

町営による路線バスが浸透し始めた一方、市街地の路線が限られており、時代とともに病院や量販店の立地・分散が進み、車を持たない高齢者や子どもなど「交通弱者」対策の必要性が高まったことを背景に、2015年（平成27年）12月1日から2016年（平成28年）10月31日まで、買い物や飲食など支障をきたしている高齢・障がい者の移動手段を確保策として、無料で1日8便の栗山市街地を循環するコミュニティバスの試験運行を実施。2016年（平成28年）2月末までの3カ月間の利用者数は6,881人となった。
2016年（平成28年）12月1日より、試験運行期間中のアンケートや要望を受け入れ、条例案などでは、バスの愛称を「くるりん号」とし本格運行させた。

### デマンドバス
2023年（令和5年）10月1日に、夕張鉄道バスの「栗山駅前～南幌ビューロー～新札幌駅前」が廃止となったため、同日から、町内とJR北広島駅間を走る予約制デマンドバスの実証運行を開始。2024年（令和6年）10月1日から本格運行を開始した。
事前に利用者登録無しで利用可能であり、電話予約のみで1週間前から予約できる。火曜・水曜・木曜・金曜は乗車日の前日、土曜・日曜・祝日は2営業日前、月曜は前週の金曜まで。

## 運行概要
2024年（令和6年）4月1日現在

### 町営バス

#### 路線
1. 滝下線 - （滝下 - 栗山駅、栗山駅 - 滝下）※予約運行バス - 利用の1時間前まで要電話予約
2. 日出線（桜山経由） - （日出 - 南部公民館 - 桜山 - 北学田 - 栗山駅）
3. 日出線（大井分経由） - （日出 - 南部公民館 - 大井分 - 角田 - 栗山駅）※逆方向あり
4. 日出線（杵臼経由） - （栗山駅 - 北学田 - 杵臼 - 南部公民館 - 日出）
5. 継立線（大井分経由） - （南部公民館 - 大井分 - 角田 - 栗山駅）
6. 継立線（杵臼分経由） - （南部公民館 - 杵臼 - 北学田 - 栗山駅）
7. 継立線（桜山経由） - （栗山駅 -  北学田 - 桜山 - 南部公民館）
8. 阿野呂線 - （南部公民館 - 阿野呂 - 角田 - 栗山駅）※逆方向あり
9. 鳩山循環線 - （栗山駅 - 栗山小 - 栗山中 - 昭和 - 桜山 - 雨煙別 - 栗山中 - 栗山小 - 栗山駅）
10. 角田循環線 - （栗山駅 - 富士 - 角田 - 旭台 - 北学田 - 栗山駅、栗山駅 - 北学田 - 旭台 - 角田 - 富士 - 栗山駅）

#### 概要
- 料金 - 1路線1回乗車 200円　※70歳以上・小中学生は半額、未就学児は無料
- 運行日 - 土曜・日曜・祝日および年末年始を除く日[18]　※滝下線の一部の便は土曜日も運行

### コミュニティバス（市街地循環線）

#### 路線
- 栗山駅 - 新町 - 北区 - 岡山砂利前 - 桜丘2丁目 - 栗山公園 - 山の手 - エコビレッジ - 桜丘1丁目 - 永禅寺前 - 役場入口 - 役場前 - スキップ前 - しゃるる - 朝日3丁目 - 日赤 - そらち前 - ご縁広場 - 中央2丁目 - 栗山駅 - 中央２丁目 - 役場入口 - 役場前 - 栗山小学校 - 中央4丁目 - 中里第二 - ローソン前 - 栗山中学校入口 - 朝日3丁目 - 日赤 - そらち前 - ご縁広場 - 中央2丁目 - 栗山駅

#### 概要
- 料金 - 1路線1回乗車 200円　※70歳以上・小中学生は半額、未就学児は無料
- 運行日 - 土曜・日曜・祝日および年末年始を除く日

### スクールバス

#### 路線
1. スクールAコース - （南角田 - 南学田 - 南部公民館）
2. スクールBコース - （南学田 - 御園 - 日出 - 南部公民館）

#### 概要
- 運行日 - 土曜・日曜・祝日のほか、夏休み等学校が休みの期間は運休

### デマンドバス

#### 路線
- 栗山高 - 栗山中 - 栗山駅 - 西2号 - 南幌ビューロー - 北広島駅

#### 概要
- 栗山市内 - 南幌ビューロー 200円、栗山市内 - 北広島駅 600円　※70歳以上・小中学生は半額、未就学児は無料
- 運行日 - 土曜・日曜・祝日および年末年始を除く日[18]

### その他
- 定期券 - 1ヵ月7,200円、3月20,520円　※町営バス、コミュニティバスで利用可能[17]
- 回数券 - 1冊1,000円（100円の回数券が11枚綴り）　※町営バス、コミュニティバス、デマンドバスで利用可能[17]
- 無料乗車 - 2014年（平成22年）より、毎月第3水曜日を「無料乗車の日」と定め、無料で利用が可能[17]

## 詳細情報

### バス運行の経過・利用状況
| 年度               | 路線数 | 利用者数（人） | 主な経過                                                                       |
| ------------------ | ------ | -------------- | ------------------------------------------------------------------------------ |
| 1990年（平成2年）  | 2      | -              | 栗山町営バス運行開始（滝下線、鳩山循環線）                                     |
| 1998年（平成10年） | 7      | 23,938         | 5路線新設（鳩山循環線B、栗山角田循環線、杵臼角田線、南学田栗山線、継立円山線） |
| 1999年（平成11年） | 8      | 23,748         | 1路線新設（栗山継立線）                                                        |
| 2000年（平成12年） | 8      | 38,850         | 1路線新設（栗山阿野呂線）、1路線廃止（栗山継立線）                             |
| 2001年（平成13年） | 9      | 33,592         | 1路線新設（日出線）                                                            |
| 2002年（平成14年） | 9      | 39,403         |                                                                                |
| 2003年（平成15年） | 9      | 37,837         |                                                                                |
| 2004年（平成16年） | 7      | 37,641         |                                                                                |
| 2005年（平成17年） | 6      | 32,622         | 3路線廃止（鳩山循環線A、杵臼角田線、継立円山線）                               |
| 2006年（平成18年） | 6      | 33,726         |                                                                                |
| 2007年（平成19年） | 6      | 29,974         | 町営バス実証実験実施（物流機能を持ったバスシステムの開発）                     |
| 2008年（平成20年） | 6      | 29,226         |                                                                                |
| 2009年（平成21年） | 7      | 26,664         | 町営バス実証実験実施（デマンド方式を取り入れたモデル運行）                     |
| 2010年（平成22年） | 8      | 24,324         |                                                                                |
| 2011年（平成23年） | 8      | 24,127         |                                                                                |
| 2012年（平成24年） | 8      | 17,957         | 町営バス実証実験実施（デマンド方式を取り入れた本格運行）                       |
| 2013年（平成25年） | 8      | 17,475         |                                                                                |
| 2014年（平成26年） | 8      | 16,299         |                                                                                |
| 2015年（平成27年） | 8      | 15,412         | コミュニティバス実証実験開始（町内循環便の試験運行）                           |
| 2016年（平成28年） | 9      | 22,352         | コミュニティバス実証実験開始（町内循環便の本格運行）                           |
| 2017年（平成29年） | 9      | 30,056         |                                                                                |
| 2018年（平成30年） | 9      | 30,058         |                                                                                |

### 委託料・利用収入の推移
| 年度               | 委託料    | 収入料金 | 注釈   |
| ------------------ | --------- | -------- | ------ |
| 2000年（平成12年） | 5,176万円 | 202万円  | [ 20 ] |
| 2001年（平成13年） | 5,176万円 | 222万円  | [ 20 ] |
| 2002年（平成14年） | 5,176万円 | 246万円  | [ 20 ] |
| 2003年（平成15年） | 5,176万円 | 519万円  | [ 20 ] |
| 2004年（平成16年） | 5,176万円 | 510万円  | [ 20 ] |
| 2005年（平成17年） | 4,983万円 | 433万円  | [ 20 ] |
| -                  |           |          |        |
| 2019年（平成30年） | 5,915万円 | 288万円  | [ 10 ] |
| 2020年（令和元年） | 6,332万円 | 350万円  | [ 10 ] |
| 2021年（令和2年）  | 6,683万円 | 317万円  | [ 10 ] |
| 2022年（令和3年）  | 6,982万円 | 291万円  | [ 10 ] |
| 2023年（令和4年）  | 6,893万円 | 281万円  | [ 10 ] |